# Delroy Wilson
Delroy Wilson (Kingston, 5 de Outubro de 1948 — Kingston, 6 de Março de 1995) foi um cantor jamaicano de ska, rocksteady e reggae.

## Carreira
Delroy Wilson começou sua carreira cantando na igreja e depois em shows no teatro Ward. Em um show, Clement Seymour "Coxsone" Dodd o conheceu e fez um contrato de 5 anos para Delroy com o Studio One. Assim, com treze anos de idade Delroy gravava seu primeiro disco ("Emy Lou", que saiu pelo selo Darling) no mesmo período em que estudava na Boys Town Primary School. Logo após vieram as músicas "If I Had A Beautiful Baby", "I Shall Not Remove", "Spit In The Sky".

Seu primeiro sucesso veio com "Joe Liges" em 1963, produzida por Lee Perry.
Em 1968, Delroy troca Coxsone Dodd pelo produtor Bunny "Striker" Lee. Nesse período, ele grava muito sucessos.
Entretanto, a parceria com Bunny Lee logo termina, mas o sucesso de Delroy continuou na sua carreira, desde os tempos do ska, mudando para o rocksteady e posteriormente cantando no estilo rockers e dancehall.
Algumas de suas musicas mais conhecidas são: i've been in love, letter to mom e sharing the night together.
Um de seus maiores sucessos a música "Better Must Come", lançada em 1971, foi inclusive usada em 1972 como tema de campanha pelo partido People's National Party, de Michael Manley.
Morreu em 6 de Março de 1995 em Kingston no hospital UWI devido a complicações no fígado.